# 表木山駅
表木山駅（ひょうきやまえき）は、鹿児島県霧島市隼人町嘉例川にある、九州旅客鉄道（JR九州）肥薩線の駅である。

## 歴史
当駅はもともと大幹線たる鹿児島本線で列車同士の行違いを行うための信号所として設置され、その4年後に駅に昇格した。

### 年表
- 1916年（大正5年）9月11日：鹿児島本線の表木山信号所として開設[2]。
- 1920年（大正9年）10月11日：駅に昇格、表木山駅（ひょうきやまえき）となる[2]。
- 1927年（昭和2年）10月17日：鹿児島本線の八代 - 吉松 - 鹿児島が川内本線全通にともない分離・改称され肥薩線となり、当駅も肥薩線の駅となる[3]。
- 1961年（昭和36年）4月1日：貨物取扱廃止[4]。
- 1984年（昭和59年）2月1日：荷物扱い廃止[4]。
- 1986年（昭和61年）11月1日：無人駅となる[5]。
- 1987年（昭和62年）4月1日：国鉄分割民営化により九州旅客鉄道に継承[6]。

## 駅構造

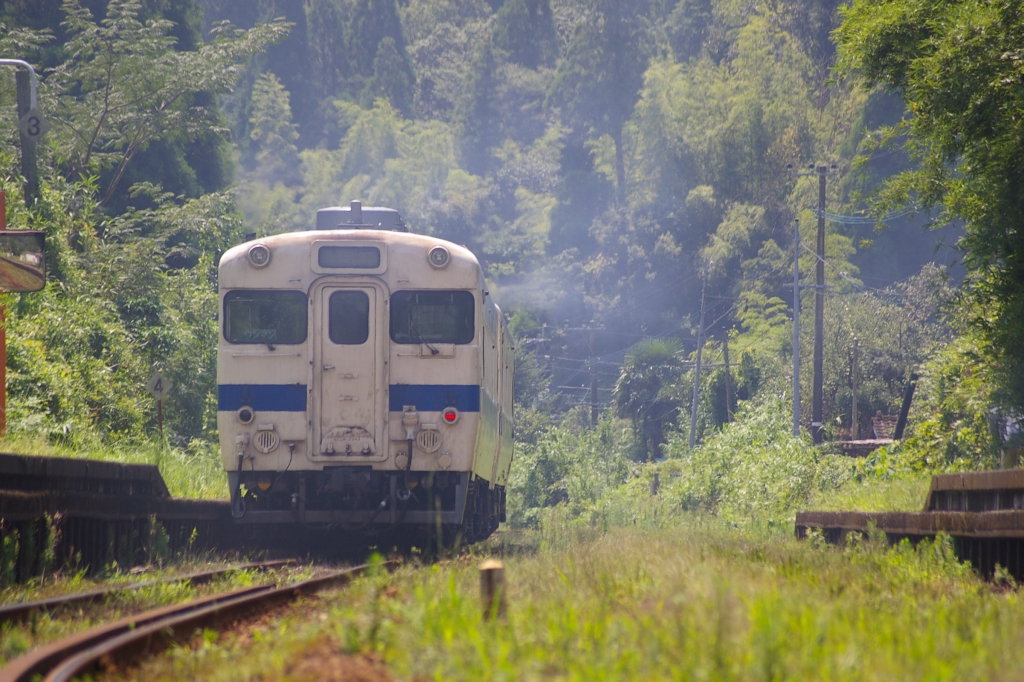
ホームと列車（2006年8月）

相対式ホーム2面2線を有する地上駅である。現在の駅舎は吉松方面ホームの脇にあり、南九州の無人駅で良く見る形の待合所風のものだが、かつては木造の駅舎があり、こちらは無人駅化された数年後に解体された。隼人方面ホームには小さく非常に簡便な待合所があるのみである。無人駅である。

### のりば
| 番線 | 路線    | 方向 | 行先                 |
| ---- | ------- | ---- | -------------------- |
| 1    | ■肥薩線 | 上り | 吉松・都城方面       |
| 2    | ■肥薩線 | 下り | 隼人・鹿児島中央方面 |

## 利用状況
- 2016年度の1日平均乗車人員は0.7人である。

| 年度 | 1日平均 乗車人員 | 1日平均 乗降人員 |
| ---- | ---------------- | ---------------- |
| 2000 | 3                |                  |
| 2001 | 3                |                  |
| 2002 | 2                |                  |
| 2003 | 3                |                  |
| 2005 | 1人以下          |                  |
| 2006 | 1人以下          |                  |
| 2007 | 1                | 2                |
| 2008 | 1人以下          | 1                |
| 2009 | 1                | 2                |
| 2010 | 1                | 2                |
| 2011 | 1                | 3                |
| 2012 | 1                | 3                |
| 2013 | 1                | 2                |
| 2014 | 1                | 3                |
| 2015 | 0.8              | 2                |
| 2016 | 0.7              | 2                |

## 駅周辺
- 妙見温泉
- 新川発電所
- 国道223号
- 鹿児島県道477号隼人溝辺線
- 天降川

## 隣の駅
九州旅客鉄道（JR九州）
■肥薩線
中福良駅 - 表木山駅 - 日当山駅